# Charley Zenner
Charley Zenner (* 6. Januar 2000) ist eine deutsche Handballspielerin.

## Karriere
Zenner begann das Handballspielen beim BSV Sachsen-Zwickau. Hier bekam sie früh Einsatzzeiten in der 2. Bundesliga. 2021 stieg sie mit Zwickau in die 1. Bundesliga auf und konnte den Klassenerhalt über die Relegation sichern. Für die Saison 2022/23 erhielt sie eine Förderlizenz für den Zweitligisten HC Leipzig. Nach der Saison 2022/23 legte sie eine Pause ein.
Mit der deutschen Jugend-Nationalmannschaft gewann sie bei der U-17-Europameisterschaft 2017 die Goldmedaille und nahm an der U-18-Weltmeisterschaft 2018 teil.